# Serie Mundial Amateur de Béisbol de 1969
La XVII Serie Mundial Amateur de Béisbol se llevó a cabo en Santo Domingo, República Dominicana del 15 de agosto al 25 de agosto de 1969.

## Ronda Única
| Posición | Equipo                | Ganados | Perdidos |
| -------- | --------------------- | ------- | -------- |
| 1        | Cuba                  | 10      | 0        |
| 2        | Estados Unidos        | 9       | 1        |
| 3        | República Dominicana  | 7       | 2        |
| 4        | Venezuela             | 7       | 3        |
| 5        | Panamá                | 4       | 6        |
| 6        | Puerto Rico           | 4       | 6        |
| 7        | Colombia              | 4       | 6        |
| 8        | Nicaragua             | 4       | 6        |
| 9        | México                | 2       | 7        |
| 10       | Guatemala             | 1       | 8        |
| 11       | Antillas Neerlandesas | 1       | 8        |

| Cuba          |
| Campeón Cuba  |
| Noveno título |